# Indisk palmekorre
Indisk palmekorre (Funambulus palmarum) är en däggdjursart som först beskrevs av Carl von Linné 1766. Den ingår i släktet Funambulus och familjen ekorrar. IUCN kategoriserar arten globalt som livskraftig.
Artepitet i det vetenskapliga namnet är det latinska ordet för "kopplad till palmer".

## Underarter
Catalogue of Life samt Wilson & Reeder (2005) skiljer mellan tre underarter:
- Funambulus palmarum palmarum (Linnaeus, 1766)
- Funambulus palmarum brodiei (Blyth, 1849)
- Funambulus palmarum robertsoni Wroughton, 1916

## Beskrivning
Pälsen på ovansidan är brunaktig till gulbrun, med tre ljusa längsstrimmor omgivna av mörka fält på ryggen. Buksidan är ljus. Längden är 15 till 20 cm, och vikten varierar från 100 till 120 g.

## Utbredning
Denna ekorre förekommer i Indiens centrala och södra delar. Arten lever även på Sri Lanka.

## Ekologi
Arten är mycket anpassningsbar och lever i habitat som torra, tropiska och subtropiska lövfällande skogar, fuktiga mangroveskogar, buskskogar, gräsmarker, planteringar, trädgårdar och samhällen. På Sri Lanka finns den överallt utom i tät djungel. Den förekommer både i träden och på marken; i höglänta regioner kan den gå upp till 2 000 meter över havet.

### Föda
Den indiska palmekorren är en allätare, som livnär sig av knoppar, frukt, bark och ett stort antal frön från många olika arter såväl som termiter, myror, skinnbaggar, skalbaggar, insektslarver och andra leddjur. Den har mer och mer börjat göra räder mot planteringar, speciellt kardemummaplantager.

### Fortplantning
Honan föder två till tre ungar i ett bo tillverkat av gräs. Ungarna dias i ungerfär 10 veckor.